# 高鬧兒
高闹儿，蒙古帝国将领，女真人。
高闹儿开始事奉成吉思汗铁木真，参加遠征中亚西域。成吉思汗死后，窝阔台即位，他跟随窝阔台的儿子阔出太子还有察罕那颜出征南宋。连年出征，累建战功，授金符，为总管，管领山前十路匠军。1259年，蒙哥大汗以高闹儿年老，准许他致仕，由儿子高元長袭职。